# Kanit
Kanit (arapski: خنيث, khanīth) u islamu predstavlja osobu kojoj je pri rođenju dodijeljen muški spol, ali se rodno izražava kao žena, a uključuje transrodne žene i muškarce koji imaju spolne odnose s muškarcima. Pojam se općenito smatra pogrdnim i obmanjujućim, ali neki su ga pokušali povratiti kao znak ponosa.
Pojam se koristi u Omanu i dijelovima Arapskog poluotoka te je usko povezan s rječju mukhannathun (arapski: مخنث, mukhannath), što znači „ženstven”.

## Poveznice
- Khawal
- Prava LGBT osoba na Bliskom Istoku
- Popis transrodnih tema